# Rochus Meeuwisz
Rochus Meeuwisz (ook: Meeuwiszoon of Meeuwsen) was stadstimmerman van Den Briel ten tijde van de inname van die stad door de watergeuzen. Door zijn heldhaftige optreden voorkwam hij dat de stad vrijwel onmiddellijk weer in handen van de regeringstroepen kwam: onder vijandelijk vuur hakte hij op 5 april de Nieuwlandse sluis open, waardoor de landerijen rondom de stad onder water kwamen te staan (inundatie) en de aanval van Bossu kon worden afgeslagen.
In de Sint-Catharijnekerk in Brielle werd in 1911 een glas-in-loodraam geplaatst met daarop een afbeelding van Meeuwisz die de sluis kapothakt.